# Moardăș, Sibiu
Moardăș, mai demult Mardeșu, Argheș (în dialectul săsesc Muardesch, Muerdesch, în germană Mardisch, în maghiară Mardos) este un sat în comuna Mihăileni din județul Sibiu, Transilvania, România.
Localitatea se află la 20 km E de Șeica Mare, în direcția Agnita, într-o zonă împădurită. Până la Agnita și până la Mediaș sunt circa 30 km, iar până la Sibiu, 50 km.

## Istorie
Se pare că denumirea localității are origini cumane, care a fost preluată de maghiari și transmisă sașilor ca Ardesch, devenită ulterior Mardisch. Prima mențiune este din 1373, prvind numirea unui preot, Michael de Ardesch.
În 1516, cu ocazia primului recensământ, localitatea este menționată ca o comună liberă aparținând de Scaunul Șeica, având 40 de capi de familie (gospodării), trei văduve, un cioban, un morar și un învățător.
Pe harta din 1532, întocmită de Johannes Honterus, localitatea era menționată ca fiind cea mai mică din Scaunul Șeica, cu numai 35 de capi de familie.

## Școala
Deși primul învățător este menționat într-un document din 1516, se pare că școala este mai veche. Se cunoaște faptul că Michael Eckhart de Ardisch, care a studiat în școala săsească din Moardăș, a fost înmatriculat în 1434 la Universitatea din Viena, la facultatea de drept. În 1848 s-a construit o școală nouă, renovată în 1911.

## Populația
La mijlocul secolulul al IX-lea, în Moardăș au fost recenzați 545 de locuitori, sași, români, unguri și țigani. În 1930, au fost recenzați 628 de locuitori, din care 328 sași și 239 români.
La sfârșitul lunii ianuarie 1945, mulți locuitori sași au fost deportați în Uniunea Sovietică la muncă forțată
Într-o notă întocmită de primărie în 9 noiembrie 1946, situația sașilor din Moardăș era următoarea: 262 la casele lor, 44 la muncă forțată în URSS, 45 plecați în Germania.
După Revoluția din 1989, aproape toți sașii rămași în Moardăș au emigrat în Germania.

## Biserica
Biserica fortificată din Moardăș a fost construită în secolul al XIV-lea, cu hramul "Sfântul Nicolae". Este o biserică gotică, cu o singură navă. Clopotnița s-a prăbușit în 1880. Altarul a fost construit de un anume Petersberger în anul 1789. Pictura cu crucificarea este din anul 1700. Biserica a fost renovată în 1913 și în 1959.
Orga, construită de Samuel Mätz, are 10 regiștri și nu are pedalier. A fost renovată de sibianul Emanuel Hradik în 1873. În primul război mondial, tuburile orgii au fost confiscate, pentru ca metalul să fie folosit în scopul războiului. Abia în 1963, cu ocazia unei renovări, orga a fost repusă în funcțiune, cu tuburi noi. În 1993, orga a fost vândută în Oradea.

## Imagini

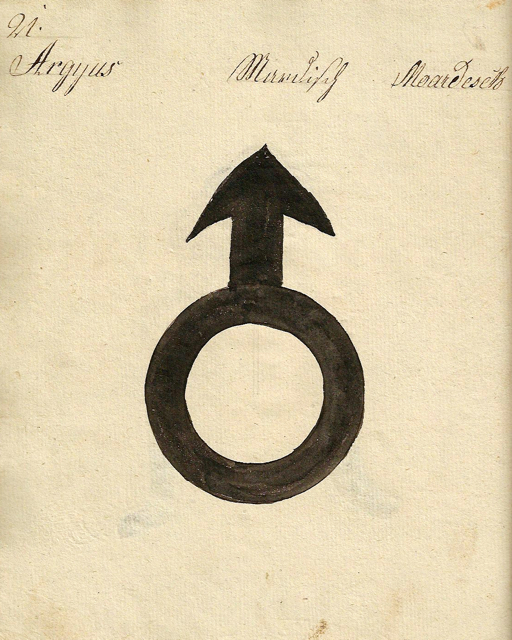
1826 - Danga pentru vitele din Moardăş
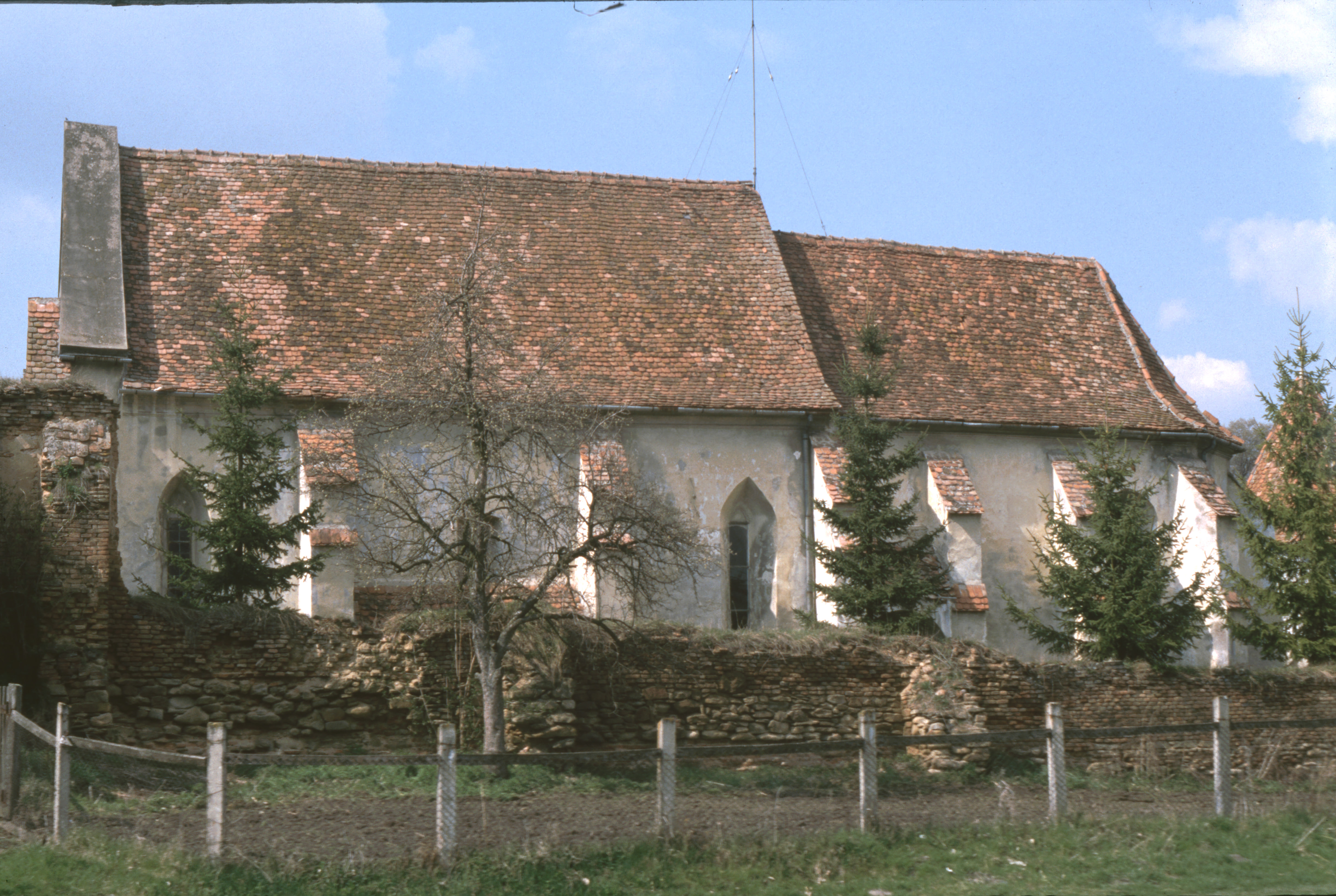
Biserica fortificată din Moardăș
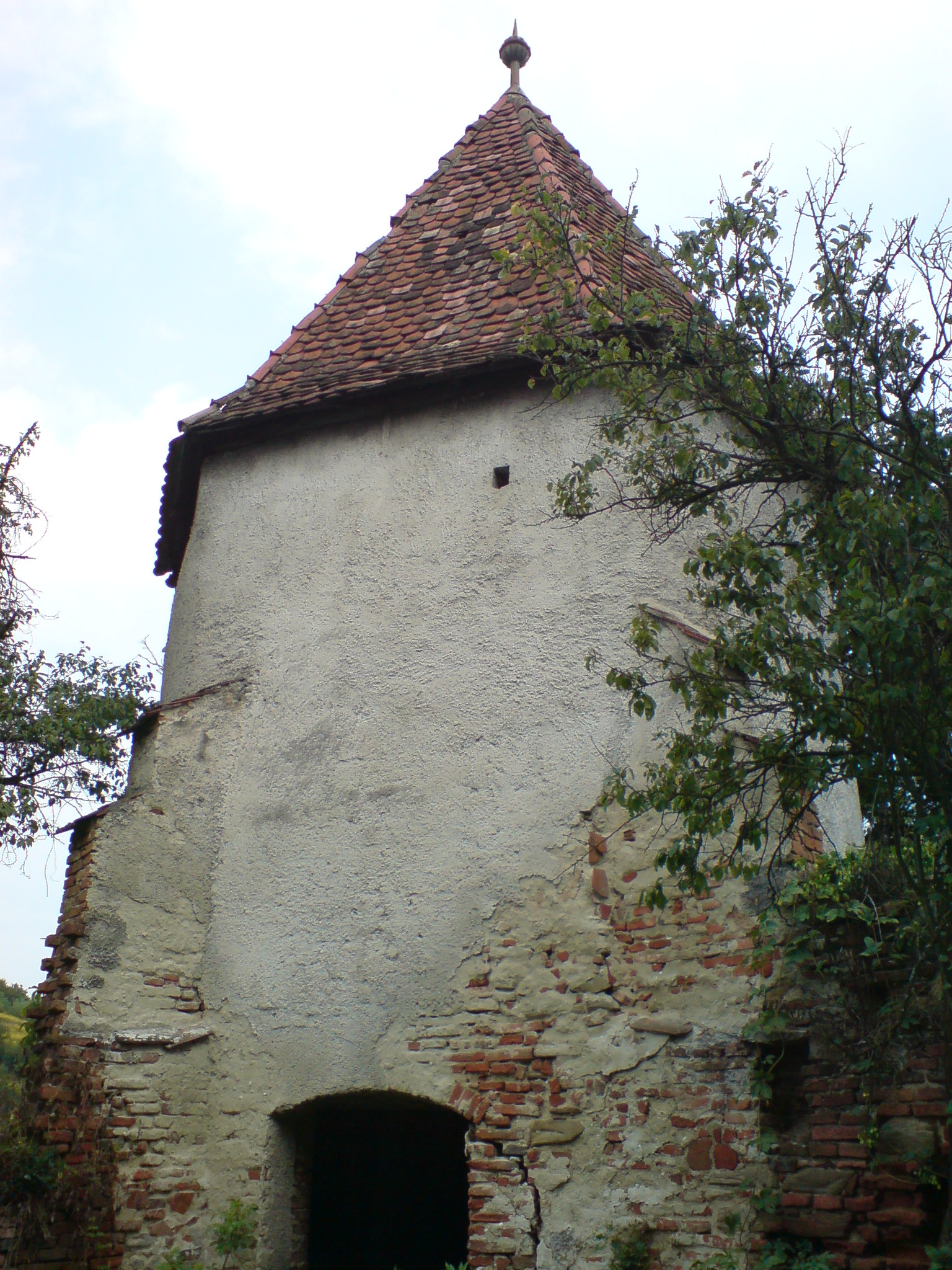
Turnul de intrare în incinta bisericii
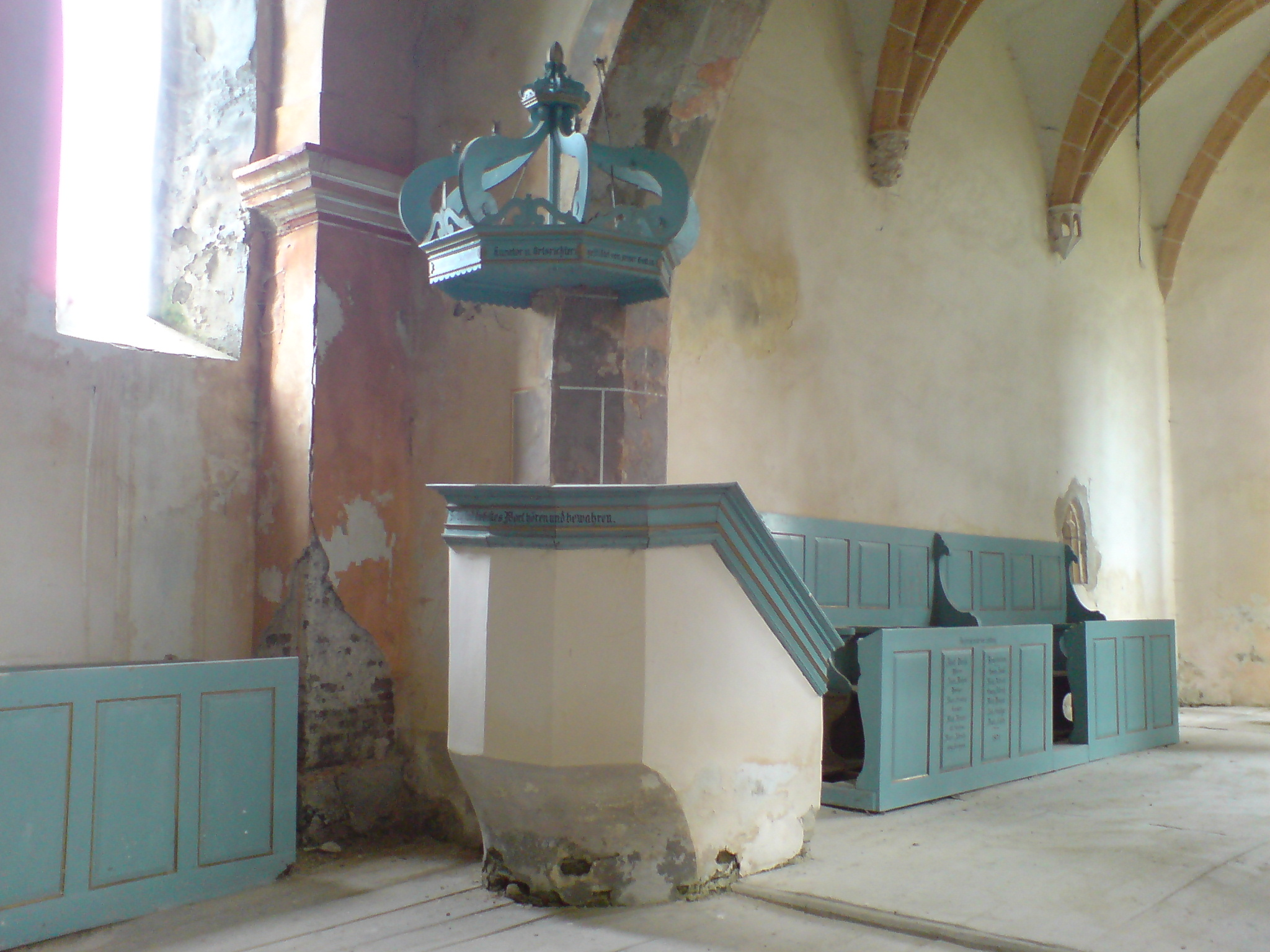
Interiorul bisericii
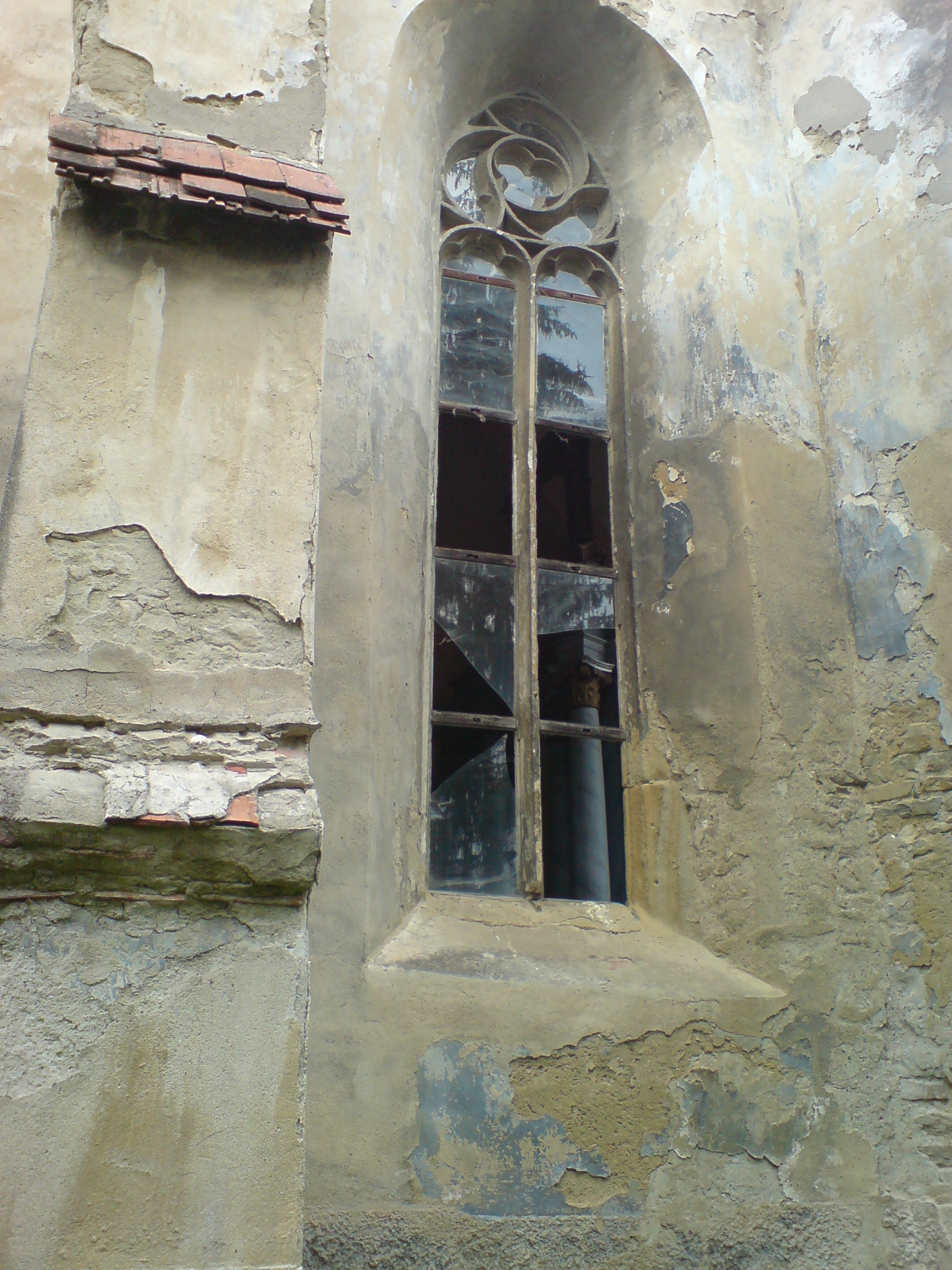